# Newe Atiw
Newe Atiw (hebr. נווה אטיב) – moszaw położony w Samorządzie Regionu Golan, w Dystrykcie Północnym, w Izraelu.
Leży na północy Wzgórz Golan na zachód od Majdal Shams.

## Historia
Moszaw został założony w 1972 roku.

## Gospodarka
Gospodarka moszawu opiera się na turystyce. Oferuje usługi w zakresie sportów zimowych na stokach góry Hermon.